# Pik Botha
Pik Botha, właśc. Roelof Frederik Botha (ur. 27 kwietnia 1932 w Rustenburgu w Transwalu, zm. 12 października 2018 w Pretorii) – południowoafrykański polityk i dyplomata, w latach 1977–1994 minister spraw zagranicznych RPA.

## Życiorys
Po ukończeniu studiów z dziedziny prawa i filozofii na Uniwersytecie w Pretorii, w 1953 wstąpił do służby dyplomatycznej ZPA. Przebywał na placówkach zagranicznych w Szwecji i RFN. W latach 1963–1966 reprezentował RPA przy Międzynarodowym Trybunale Sprawiedliwości w sprawie Etiopia i Liberia vs. Południowa Afryka. W 1966 objął funkcję doradcy prawnego przy MSZ, dzięki czemu reprezentował w latach 1966–1974 RPA w ONZ. W latach 1968–1970 sprawował obowiązki wiceministra spraw zagranicznych. W 1974 powierzono mu misję ambasadora przy Narodach Zjednoczonych, jednak w miesiąc po złożeniu przez niego listów uwierzytelniających państwo zostało zawieszone w prawach członka. W 1975 został ambasadorem w Waszyngtonie (USA).
W 1970 po raz pierwszy uzyskał mandat posła do Zgromadzenia Narodowego z listy Partii Narodowej. Siedem lat później objął tekę ministra spraw zagranicznych. W 1986 zaszokował wypowiedzią, z której wynikało, że w przyszłości prezydentem RPA może zostać czarnoskóry. Dwa lata później wraz z ministrem obrony Magnusem Malanem udał się do Brazzaville, gdzie podpisał umowę wraz z prezydentem Konga Denisem Sassou-Nguesso oraz przedstawicielami Angoli i Kuby kończącą zaangażowanie militarne RPA w sprawy afrykańskie. Zapowiedział jednocześnie początek końca dyskryminacji rasowej w swoim kraju.
22 grudnia 1988 podpisał trójstronne porozumienie w Nowym Jorku przewidujące uznanie przez RPA niepodległości Namibii. Był jednym z najdłużej urzędujących szefów dyplomacji w historii. W łonie Partii Narodowej należał do tzw. frakcji liberałów.
Po zniesieniu apartheidu w 1994 został mianowany przez prezydenta Mandelę ministrem ds. surowców i energii, dwa lata później wraz z byłym prezydentem de Klerkiem wycofał się z rządu. W latach 1987–1996 pełnił obowiązki przewodniczącego Partii Narodowej w Transwalu. W 2000 poparł oficjalnie politykę Thabo Mbekiego, stając się członkiem Afrykańskiego Kongresu Narodowego. Pozostawał krytycznym wobec niektórych elementów polityki ANC, m.in. tzw. akcji afirmatywnej.
Jego synem jest Piet Botha, znany afrykański muzyk. Rodzina nie ma żadnych związków z byłym prezydentem RPA o tym samym nazwisku.